# شينيك
شينيك (الأرمنية: Շենիկ)، هي قرية تقع في مقاطعة أرمافير في أرمينيا.
تم تأسيسها عام 1969، وتوجد في الجزء الجنوبي الغربي من المحافظة.
المنطقة التي أُنشئت فيها كانت مغلقة أمام الأجانب في السابق، مما يشير إلى أنها ربما كانت ذات أهمية استراتيجية أو أمنية خلال الحقبة السوفييتية، حيث كانت أرمينيا جزءًا من الاتحاد السوفييتي.